# Филипински језик
Филипински језик или филипино (фил. Wikang Filipino), национални је и званични језик Филипина. Овај статус је утврђен уставом из 1987. То је језик из групе аустронежанских језика и представља стандардизовану верзију језика тагалог. 
Још 1936. језик тагалог је одабран за основу националног језика Филипина. Термин филипински језик је ушао у употребу 1959. Првобитна намера да национални језик постане амалгам филипинских језика никада није реализована. 